# Kruza Richárd
Kruza Richárd, Ryszard Ludomir Kruza (Chojnice, 1939. június 17. – Vecsés, 2020. március 19.) lengyel származású dzsesszzenész, zeneszerző. 1967-től főleg Magyarországon élt. Főként az 1970-es, ’80-as években volt aktív. A legjobb európai vibrafonművészek közé sorolták.

## Életpályája
Édesanyja zongoraművész volt. Zongorázni hatéves korában kezdett. Mestere Maria Stęczniewska volt.  14 éves korától nyilvánosan is fellépett saját zenekarral, 1957-től pedig a gdanski Żak egyetemista központi klubban. Több avantgárd műhöz, kabarékhoz, színházi darabokhoz írt zenét.
1957-től vibrafonozott. 
1967-ben költözött Magyarországra. Vendégművészként játszott az Interbrassban és a Deseő Együttesben. 1972-ben egy időre Kanadába költözött, ahol zeneszerzéssel és zenerendezéssel foglalkozott. Éveken át tanított a Liszt Ferenc Zeneművészeti Főiskola dzsessz tanszakán (1970 és 1972 között), illetve a Bartók Béla Konzervatóriumban. 1975-1976 folyamán a torontói Christopher Talent Agency közvetítésével Kanadában dolgozott hangszerelőként. 1978 és 1980 között a Lengyel Televízió zenei rendezője volt Varsóban. 
Zenészként Számos európai országon túl az Amerikai Egyesült Államokban és Kanadában is fellépett.

## Művei
- Könyve: Kruza Richárd–Banay Gábor: A szintetizátor a zenei gyakorlatban. Budapest, 1985. Zeneműkiadó. ISBN 9633305527
- Fő zeneművei közé tartozik a Rövid pogány mise szimfonikus zenekarra és jazz négyesre, A király meghal című mű (E. Ionesco darabjának pantomim feldolgozásához), a Bluesology trilógia (az EBU Big-Band számára).

## A polyvibe
Kruza évtizedeken át fejlesztette találmányát, polyvibe nevű új típusú vibrafont. A multifunkcionális elektroakusztikai hangszert a budapesti Magyarországi Lengyelség Múzeuma és Levéltára ünnepélyes megnyitásán mutatták be.

## Díjai, elismerései
- 1964-ben kvartettjével 1964-ben a wrocławi Jazz nad Odrą Fesztiválon két első díjat nyert,
- 1969-ben a Gonda-Kruza Quartettel második helyezést ért el a székesfehérvári Interjazz Fesztiválon.

## Diszkográfiája (válogatás)
Lemezei a Hungarotonnál és a  lengyel Pronitnál jelentek meg. 
- 1984 közreműködő Berki Tamás első albumán, az Igazi paradicsomon
- 1985 vagy 1986  Keyboards   (Gonda-Kruza-Pleszkán trió)
- 1988 Oui (önálló szerzői lemez, Hungaroton-Krém kiadó)
- 1993 közreműködő Deseő Csaba The Swinging Violin című lemezén